# جاستینیانا پریما
جاستینیانا پریما (صربی: Јустинијана Прима) یک شهر بیزانسی بود که از سال ۵۳۵ تا ۶۱۵ وجود داشت و هم‌اکنون یک مکان باستان‌شناسی است و به عنوان ساریچین گراد (صربی: Царичин Град) شناخته می‌شود و در نزدیکی لبانه، منطقه لسکواس در جنوب صربستان قرار دارد. این شهر توسط امپراتور ژوستینین یکم بنیان‌گذاری شد و جایگاه اسقف‌نشین جاستینیانا پریما نوپا که بدنه اصلی اداری کلیسا در بالکان مرکزی و غربی منصوب شد. جاستینیانا پریما در اصل قرار بود پایتخت فرمانداری پرایتوری ایلیریکوم شود، اما به دلایلی مرتبط با جایگاه آن در نزدیکی لیمس‌های رومی سدهٔ ششم، سالونیک گزیده شد. این شهر ۱۰۰ سال پس از بنیان‌گذاری‌اش رها شد.

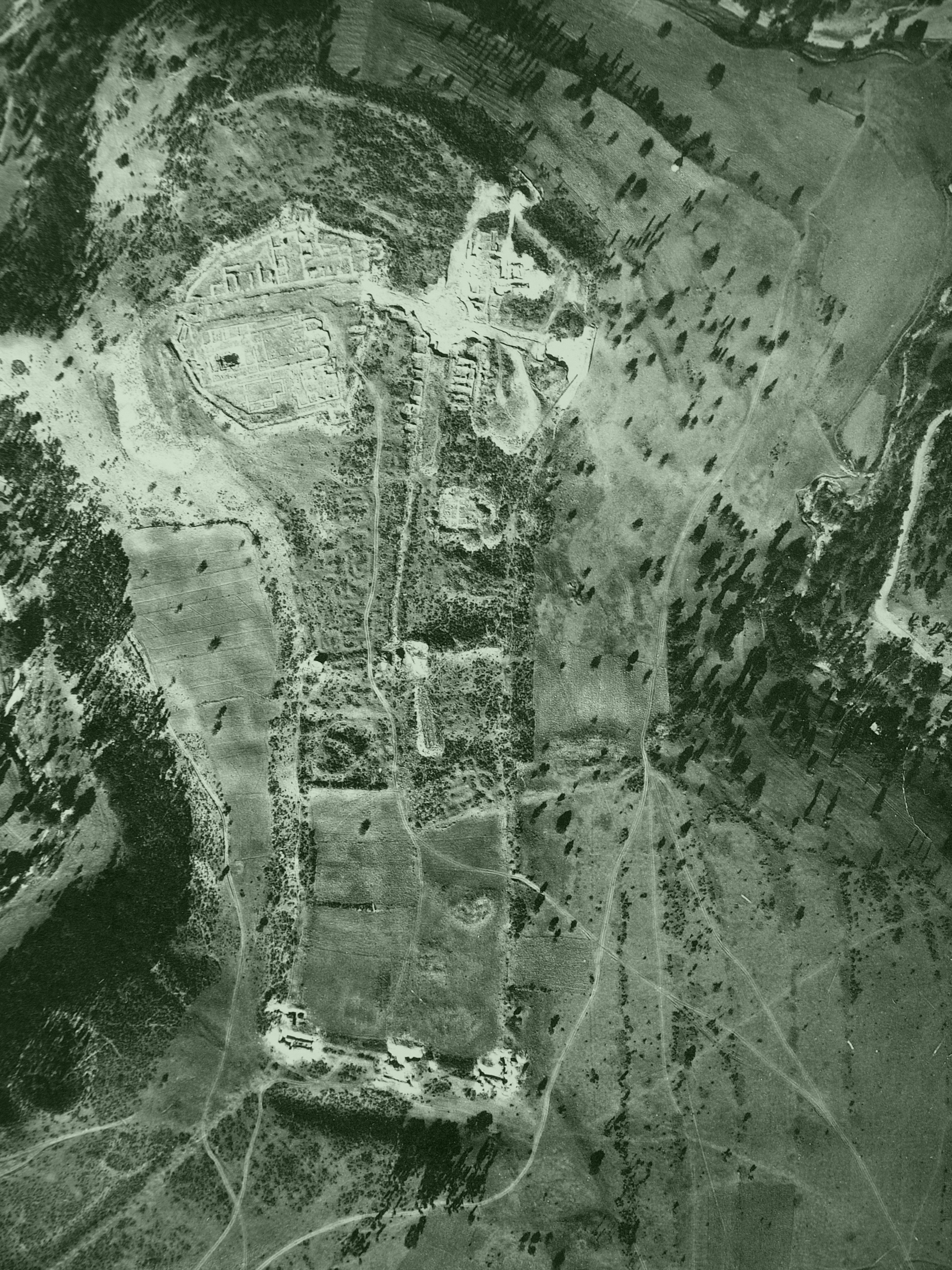
تصویر هوایی در سال ۱۹۳۷.